# HD202627
HD202627 — хімічно пекулярна зоря спектрального класу A1, що має  видиму зоряну величину в смузі V приблизно  4,7.
Вона  розташована на відстані близько 165,1 світлових років від Сонця.

## Пекулярний хімічний склад
Зоряна атмосфера HD202627 має підвищений вміст 
Si
.

## Магнітне поле
Спектр даної зорі вказує на наявність магнітного поля у її зоряній атмосфері.
Напруженість повздовжної компоненти поля оціненої з аналізу
крил ліній Бальмера
становить  150,3± 205,5 Гаус.